# Ortnamn i Norrbotten
Ortnamn i Norrbotten kan, liksom de andra svenska ortnamnen, delas upp i naturnamn och kulturnamn. Kulturnamnen är ofta bebyggelsenamn med efterled där bebyggelsen beskrivs, såsom -byn, t.ex. Unbyn och Älvsbyn. Denna artikel avser landskapet Norrbotten, ej hela Norrbottens län. 
Ortnamnen i ett område visar i viss mån detta områdes historia från och med den tid då ortnamnen blev skiftligt belagda. Så är även fallet i Norrbotten. 
De norrbottniska ortnamnen är, som ortnamnen i alla andra landskap i Sverige, dels osammansatta och dels sammansatta. Ytterst få av de osammansatta namnen i Norrbotten är enstaviga. Ett exempel är Rolfs. Vanligt är att namnen är tvåstaviga som till exempel Boden och Töre. 
Av de sammansatta ortnamnen har de flesta två ordled, förled och efterled, som till exempel Alvik och Måttsund, men det finns också namn med tre ordled, som Båtskärsnäs och Risögrund. Vissa ortnamn är speciella för landskapet Norrbotten och för landskapet Västerbotten,
och vissa också för de angränsande delarna av Lappland. Gemensamma med Västerbotten och Lappland är t.ex. -träsk.
I den norra delen av Norrbotten är meänkieli (tidigare kallat tornedalsfinska) dominerande, och ortnamnen är därför finska. Vanliga efterled är där -järvi (sjö), -kangas (hed) och -niemi (udde). I den södra delen av landskapet har finska namn förändrats, så att järvi har blivit järv, och laks, en äldre form av lahti (vik), har förkortats till lax.  
Tre ortnamn i Norrbotten har samiskt ursprung: Kalix, Luleå och Råneå. Det beror på att de fått sina namn efter Kalix, Lule och Råne älvar, som kommer från samiska områden i Lappland.     

## Definition av begreppet ortnamn
Ortnamn eller toponymer är namn på geografiska företeelser och ortnamnen kan delas upp i bebyggelsenamn och naturnamn. 
En språkvetenskaplig definition är att "ett ortnamn är ett språkligt uttryck som i en viss namnbrukarkrets är knutet till en bestämd plats".

## Ortnamnskategorier
Alla ortnamn delas upp i två huvudkategorier: naturnamn och kulturnamn. Kulturnamnen kan indelas tre kategorier: ägonamn, bebyggelsenamn och namn på artefakter. 
Naturnamn är namn på vattendrag, sjöar, skogar o.s.v. Ägonamn är namn på mark som används för jordbruk och boskapsskötsel, till exempel åkrar, ängar och hagar. Bebyggelsenamn är namn på tätorter, byar, gårdar, bygder med mera. Artefaktnamn är namn på broar, hamnar, gruvor, gravhögar m.m. Bebyggelsenamn kan vara primära eller sekundära. Primära bebyggelsenamn avser bebyggelse redan från början, till exempel de som slutar på -byn .  
Sekundära bebyggelsenamn har inte från början betecknat bebyggelse, utan har ursprungligen varit naturnamn, ägonamn eller artefaktnamn. Exempel på sådana ortnamn i Norrbotten är Bredviken, Norrfjärden, Storsund med flera.

## Ortnamnet Luleå
Luleå har fått sitt namn av Luleälven. Ändelsen -eå har troligen uppkommit genom en kompromiss mellan en ursprunglig ändelse -a (ackusativform -o) och en senare nominativform som kommit att sluta på -e, alltså en kompromiss mellan de båda vokalerna e och o. Stavningen har nog också påverkats av ordet å, som dialektalt även kan beteckna älvar.

## Typiska ortnamnsefterled och ortnamnsändelser i Norrbotten

### Ortnamnsefterled som betecknar bebyggelse
- -bo, -boda, -bodarna finns i områden med fäbodar, och -bo har då en något annan betydelse än i de områden där fäbodar saknas.[9]  Exempel på sådana namn i Norrbotten är Kvarnbo (gård), Pålboda (gård), Dalbodarna (fäbod), Jävrebodarna (fiskebodar) och Västerbybodarna (fäbodar).

byn

- -byn används i Norrbotten istället för -by, som för övrigt inte är vanligt längre norrut än Hälsingland. I Norrbotten finns bland annat Bensbyn, Älvsbyn och Öjebyn.
- -eå Tre -eå finns i Norrbotten: Luleå, Piteå och Råneå. Luleå har fått sitt namn av Luleälven.[7] Ändelsen -eå har troligen uppkommit genom en kompromiss mellan en ursprunglig ändelse -a (ackusativform -o) och en senare nominativform som kommit att sluta på -e, alltså en kompromiss mellan de båda vokalerna e och o. Stavningen har nog också påverkats av ordet å, som dialektalt även kan beteckna älvar.[8] Luleå och Piteå hade sina nuvarande namn redan 1580 , medan Råneå hette Rånå detta år. Först år 1642 hittar man namnet Råneå, och den namnformen kan då ha uppstått genom påverkan av namnen Luleå och Piteå.

järvi

- -joki, finskt ord som betecknar läge vid en å. Exempel: Keräsjoki, Parkajoki.
- -järv, järvi betecknar läge vid en sjö, (järvi  på finska). Exempel: Rantajärvi och Sattajärvi. I områden som så småningom blivit svenskspråkiga har järvi förkortats till järv, exempelvis Manjärv, Morjärv och Vittjärv.
- -kangas är det finska ordet för 'hed'. Exempel: Kuivakangas, Lehtikangas och Neistenkangas.
- -lax är en svensk förkortning av det finska ordet laksi, en äldre form av lahti, vik.[10]  Exempel: Hortlax, Kallax.

mark

- -mark (se mark-byar) är vanligt i södra Norrbotten (liksom i Västerbotten). Efterledet -mark kan betyda  "gränsområde, gränsskog", men de norrländska -marknamnen syftar redan från början på bebyggelse, närmare bestämt nybyggen i skog eller på utmark.[11] De flesta av namnen på -mark är från medeltiden.[11] Många norrländska -marknamn har, till skillnad från sydligare namn av denna typ, ett personnamn i förledet. Första ledet i Blåsmark kommer troligen av det ovanliga namnet Blasius.  I Hemmingsmark är förledet Hemming och i Sjulsmark är det namnet Sigurd som i norrbottnisk dialekt har blivit Sjul.[12] När dessa personnamn är nordiska, som Hemming och Sigurd, visar detta att sådana ortnamn kan ha tillkommit innan kristet namnskick bredde ut sig. Därför bör den största delen av de nordnorrländska -marknamnen ha tillkommit före 1300-talets slut, under en tid då många nybyggen uppstod.[13]
- -niemi betyder udde. Exempel: Hietaniemi, Vanhaniemi, Vitsaniemi.
- -näs betecknar läge på ett näs. Exempel: Ersnäs, Långnäs, Sjulnäs.
- -sel betyder 'lugnvatten'.[14] I Norrbotten finns inte efterledet -sele, som det däremot finns gott om i Västerbottens län och i Ångermanland. Exempel på -sel i Norrbotten är Niemisel och Vidsel.
- -torp betecknar ett mindre hemman i skogen. Exempel: Bränntorp (gård), Grantorp (kronotorp), Dammtorpet (torp), Jägartorpet (gård).
- -träsk betecknar läge vid ett -träsk (som är det dialektala ordet för (större) 'sjö').[15]   Exempel: Bodträsk, Klöverträsk, Korsträsk och Lappträsk. Efterledet -träsk är oftast en förkortning av efterledet på den sjö (träsk) som orten ligger vid. Sålunda ligger t.ex. Klöverträsk vid Klöverträsket.
- -vallen betecknar nuvarande fäbodvallar eller tidigare sådana som senare blivit gårdar eller byar. Exempel: Bastuvallen (gård), Bodvallen (by), Näsvallen (fäbod), Söråvallen (fäbod).
- -vik betecknar läge vid en vik. Exempel: Gäddvik och Rosvik. I en del fall gäller det en uppgrundad vik, t.ex. Alvik och Rutvik.
- -å betecknar läge vid en å. Exempel: Korpikå och Skogså. Efterledet -å är oftast en förkortning av efterledet på den å som orten ligger vid. Sålunda ligger t.ex. Korpikå vid Korpikån.

### Bosättningar vid forsar
- -fors betecknar läge vid en fors. Vanligtvis hade denna fors stor betydelse för mänsklig verksamhet på platsen, antingen för att den gav vattenkraft som räckte för någon industri (ofta järnbruk), eller också för att det fanns bra lax- eller sikfiske. Exempel: I Avafors anlades en masugn år 1828.[16] Björkfors var en gång i tiden Norrbottens största enskilda gods med tillhörande finbladiga sågverk.[17] Bodträskfors var tidigare en, för Norrbottens förhållanden, betydande bruksort.[18] Edefors socken har fått sitt namn efter Edeforsen, där ett betydelsefullt fiske, Edefors laxfiske, bedrivits åtminstone sedan 1300-talet.[19] I Rosfors togs masugnen i bruk år 1839.[20] Sikfors har fått sitt namn efter Sikforsen med bra sikfiske. På 1500-talet erlades skatt i rökt sik från kronofisket.[21] I Kukkola finns Kukkolaforsen med bra laxfiske.

### Ortnamnsefterled som betecknar höjder
- -vaara är det finska ordet för 'berg' och ortnamn med detta efterled förekommer i de norra delarna av Norrbotten. Exempel: Honkavaara, Metelivaara och Käymävaara.

### Ortnamnsefterled som betecknar vattendrag
- -joki är det finska ordet för 'å, älv' i norra Norrbotten. Exempel: Aareajoki, Pentäsjoki och Puostijoki.
- -älven kan i Norrbotten beteckna såväl åar som älvar. Exempel: Råneälven, Sangisälven och Stockforsälven.

### Ortnamnsefterled som betecknar sjöar
- -järvi betyder 'sjö' och är vanligt i de finsktalande norra delarna av landskapet. Exempel: Armasjärvi, Miekojärvi och Naankijärvi.
- -järv förekommer i mellersta Norrbotten, och är en försvenskning av -järvi. Exempel: Halljärv, Kypasjärv och Kälvjärv.
- -träsket betyder i norra Norrland '-sjön' och är vanligt förekommande i Norrbotten. Exempel: Djupträsket, Gråträsket och Költräsket.
- -vattnet är en beteckning för 'sjö' och förekommer i Norrbotten vanligast i Bodens kommun. Exempel: Degervattnet, Hollsvattnet och Mjövattnet.

### Ortnamnsändelser
- -la är i de finsktalande delarna av Norrbotten en rätt vanlig boplatsangivande ändelse.[22] Exempel: Kukkola, Mattila, Nikkala, Pajala, Ruskola och Vojakkala.